# KaMeWa
La KaMeWa, ovvero Karlstad Mekaniska Werkstads Aktiebolag (in italiano Karlstad Stabilimenti Meccanici s.r.l.), era un'azienda svedese produttrice di idrogetti, eliche navali e macchinari per la produzione della carta. Venne fondata nel 1860 a Karlstad, in Svezia. Il ramo produttore di macchinari venne venduto alla Valmet nel 1986, mentre quello nautico venne acquisito dal gruppo Vickers sempre nello stesso anno. Nel 1999, la KaMeWa Waterjets venne inglobata dalla Rolls-Royce plc e al 2011, i suoi prodotti vengono ancora venduti con il nome Rolls-Royce KaMeWa.

## Storia

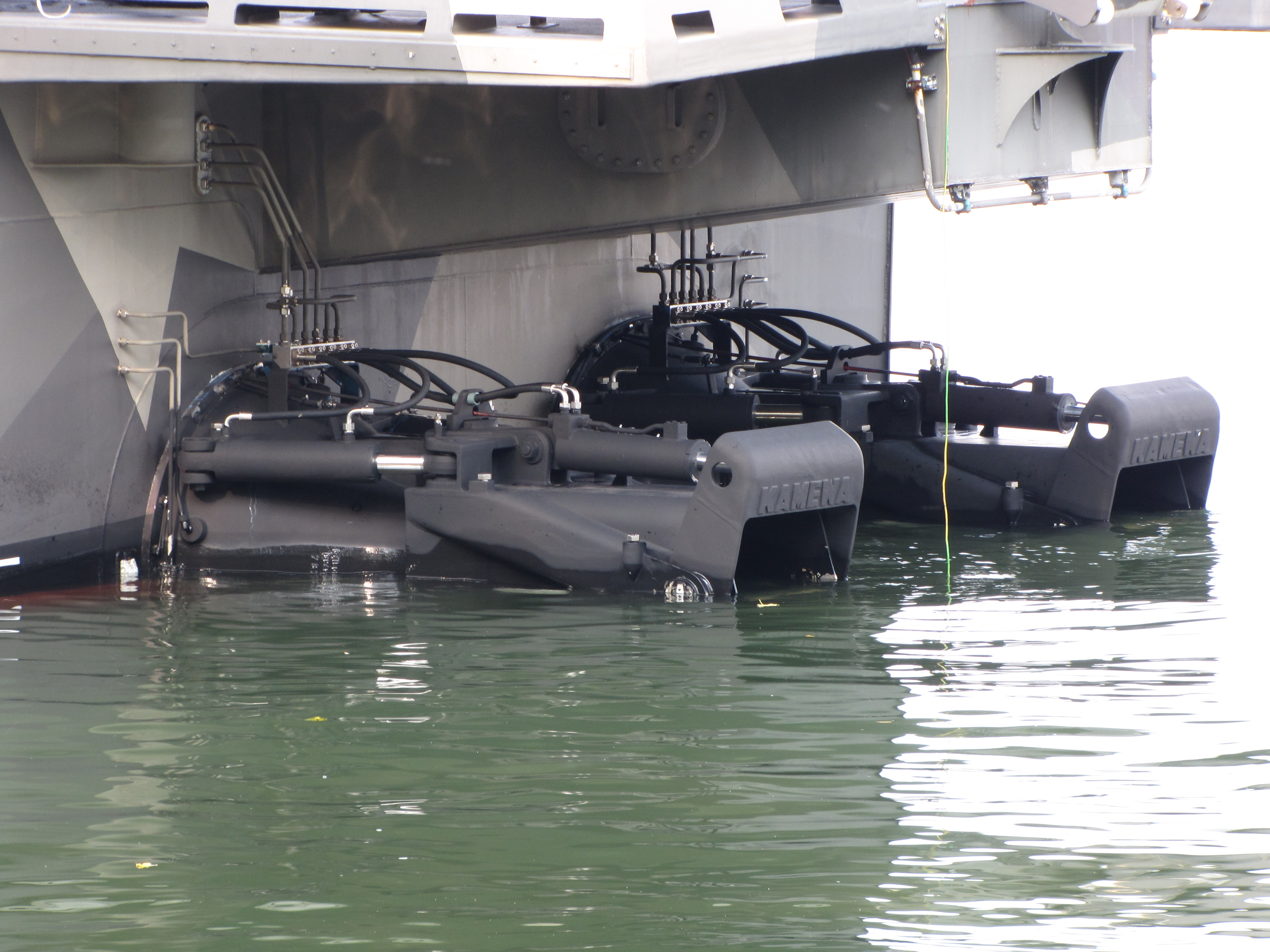
Ugelli di un impianto Rolls-Royce KaMeWa 90SI della Pori, una cannoniera missilistica della Merivoimat, la marina militare finlandese

L'azienda venne fondata a Karlstad da Gustaf Adolf Anderson nel 1860 e si dedicò inizialmente alla costruzione di macchinari per la produzione di materiali cartacei e pasta di legno. Con il passare del tempo la KaMeWa ottenne sempre di più la posizione di leader del settore, anche grazie all'operato dell'ingegnere Johan Richter e delle sue invenzioni. Grazie agli introiti, la società acquisì nel 1896 la Kristinehamn e il relativo stabilimento nell'omonima città. Tuttavia, la svolta avvenne nel 1899, anno in cui iniziò la produzione di eliche navali utilizzate soprattutto dalla Marina Svedese. Tale attività nel settore nautico divenne sempre più consistente, finché si arrivò alla progettazione dei primi idrogetti nel 1937 e all'inaugurazione di un primo laboratorio per i test nei primi anni quaranta, durante la seconda guerra mondiale.
La divisione relativa ai macchinari per la produzione della carta venne acquisita nel 1986 dalla Valmet, mentre quella produttrice di eliche e idrogetti venne inglobata dal gruppo inglese Vickers sempre nello stesso anno. Nel 1999, la Rolls-Royce plc acquistò da quest'ultimo gruppo la divisione KaMeWa Waterjets.

## Utilizzatori
Data l'esperienza aziendale nel settore, sono molti gli utilizzatori di componenti KaMeWa. Tra questi è possibile trovare:
- Il Destriero, un battello veloce pensato per battere il record di traversata veloce dell'Atlantico.
- La HMS Ocean (L12), nave d'assalto anfibio della Royal Navy.
- Le classi Jupiter MDV 3000 e Aquastrada TMV 101, composte da traghetti superveloci un tempo in servizio per Tirrenia di Navigazione.
- Svariati yachts, tra i quali il Pershing 115[2] e l'Azimut 103S[3].
- La classe Hamina, formata da quattro motocannoniere missilistiche da 250 t in alluminio e materiali compositi, capaci di velocità di oltre 30 nodi e di manovrare in spazi ristretti e con pescaggi ridottissimi, appartenente alla Marina militare finlandese.

## Prodotti (2011)

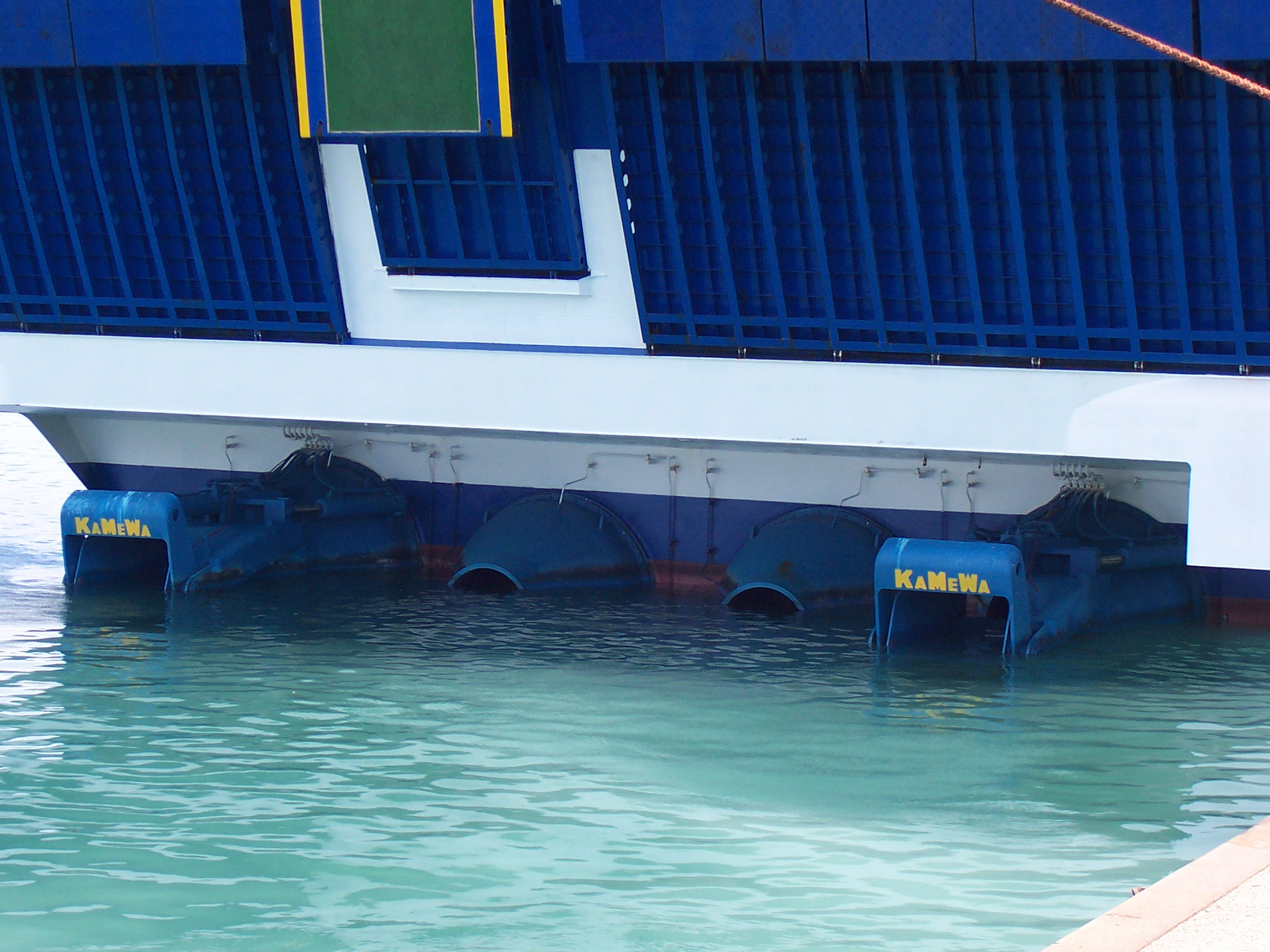
Idrogetti di una classe Jupiter MDV 3000

Gli idrogetti sono commercializzati come Rolls-Royce KaMeWa, vengono prodotti nello stabilimento di Kristinehamn e sono disponibili in quattro versioni:
- Kamewa A Series: idrogetti di media taglia in acciaio e con inserti in alluminio. Le potenze arrivano fino a 2,8 MW con diametri di uscita da 36 a 56 cm. Vengono usati soprattutto per le imbarcazioni ad alte prestazioni.
- Kamewa FF Series: di piccola e media taglia, costruiti sempre in acciaio e alluminio. La potenza massima è di 1,8 MW, mentre i diametri dei booster vanno da 24 a 67 cm. Vengono usati con dislocamenti da 3 a 72 tonnellate.
- Kamewa S3 Series: idrogetti di grandi dimensioni con potenze fino a 40 MW e diametri da 45 a 200cm. Sono usati per i traghetti veloci o navi da guerra.
- Kamewa SL Series: i più grandi prodotti dall'azienda. Possiedono potenze superiori ai 27 MW e hanno diametri superiori ai 200 cm.